# A/2019 T1
A/2019 T1 est un petit corps du système solaire, actuellement classé comme planète mineure, mais dont l'orbite a des caractéristiques typiques de celles des comètes. Cet objet a en effet une trajectoire rétrograde, avec une inclinaison de 121 degrés, et fortement elliptique, avec une excentricité de 0,89. Son périhélie se trouve à 4,3 unités astronomiques du Soleil. Avec une magnitude absolue de 13,0, il doit mesurer entre 5 et 15 kilomètres.